# Hiromasa Yonebayashi
Hiromasa Yonebayashi (米林 宏昌 Yonebayashi Hiromasa, nacido en 1973 en Nonoichi, Ishikawa, Japón), también conocido como Maro, es un director y técnico de animación japonés, antiguo jefe de animación de Hayao Miyazaki y trabajador del Studio Ghibli.  Estudió en el Kanazawa College of Art, donde realizó estudios en diseño comercial.
Después de su debut con el Studio Ghibli (Karigurashi no Arriety), se convirtió en el director más joven en dirigir una película producida por el estudio. Fue nominado al Óscar a mejor película de animación en 2015 por su segunda película, El recuerdo de Marnie. Abandonó el Studio Ghibli junto a parte del personal para crear el Studio Ponoc, cuya primera película está dirigida por él (Mary to Majo no Hana, 2017).

## Obra

### Películas
- La princesa Mononoke (1997). Animación[4]
- Jin-Roh (1998). Animación
- Mis vecinos los Yamada (1999). Animación.
- El viaje de Chihiro (2001). Animación.
- Howl no Ugoku Shiro (2004). Animación.
- Cuentos de terramar (2006). Director asistente de animación.
- Mizugumo Monmon (2006). Animación.
- Gake no ue no Ponyo (2008). Animación.
- Karigurashi no Arriety (2010). Director, guionista y director de unidad.[5]
- La colina de las amapolas (2011). Animación.
- El recuerdo de Marnie (2014). Director.[4]
- Mary to Majo no Hana (2017). Director.[6]
- Modest Heroes (2018). Director (junto a Yoshiyuki Momose, Akihiko Yamashita).
- Kimitachi wa Dō Ikiru ka (2023). Animación.

### Televisión
- Serial Experiments Lain (1998). Animación.
- Ghiblies (2000). Animación.
- Monster (2004). Animación.

### Animación original
- Nasu: A Migratory Bird with Suitcase (2007). Animación.
- With All Our Hearts (2020). Animación.

## Premios y distinciones
Premios Óscar
| Año  | Categoría              | Película              | Resultado |
| ---- | ---------------------- | --------------------- | --------- |
| 2016 | Mejor película animada | El recuerdo de Marnie | Nominado  |